# 西热力江·木合塔尔
西热力江·木合塔尔（維吾爾語：شىرئەلىجان مۇختەر‎，拉丁维文：Shir'elijan Muxter，1991年1月4日—），新疆喀什人，维吾尔族，中国男子篮球运动员，綽號海賊王，司职得分后卫，长期效力于新疆飞虎篮球俱乐部，曾为南京同曦大圣篮球俱乐部主教练，也曾主教练兼球员過。西热力江·木合塔尔是新疆本地球员，2009年由新疆广汇主教练蒋兴权挖掘出来。2010年1月获CBA第五周新锐球员。2011年入选了小鲍勃·邓华德执掌的国家队。
2017年4月，他效力的新疆喀什古城队最终以4:0战胜广东东莞银行队夺得2016-17年中国男子篮球职业联赛总冠军，这是新疆队首次CBA夺冠，成为CBA历史上第六支总冠军球队。

## 荣誉
- 2008-2009赛季CBA联赛第2名
- 2009-2010赛季CBA联赛第2名
- 2010-2011赛季CBA联赛第2名
- 2011-2012赛季CBA联赛第4名
- 2011年亚洲篮球锦标赛冠军
- 2013年CBA全明星赛三分球总冠军
- 2013-2014赛季CBA联赛第2名
- 2016-2017赛季CBA联赛总冠军